# Kaduramanahalli, Magadi
Kaduramanahalli là một làng thuộc tehsil Magadi, huyện Ramanagara, bang Karnataka, Ấn Độ.